# 청주 노현리 고가
청주 노현리 고가(淸州 蘆顯里 古家)는 충청북도 청주시 상당구 문의면, 문의 문화재 단지에 있는 조선시대의 건축물이다. 2003년 4월 11일 충청북도의 유형문화재 제220호로 지정되었다.

## 개요
조선시대 후기 건물로 문의면 노현리 이양훈(李讓勳)씨가 살던 가옥을 이축한 것으로 당초에는 강릉김씨(江陵金氏) 김승지(金承旨)의 종가(宗家) 댁이었다.
가옥의 구조는 안채가 ‘ㄱ’자 형태의 목조와가(木造瓦家)이며 광채와 사주문(四柱門), 측간(厠間)은 목조초가이다. 광채는 ‘一’자 집이다. 1993년 문의문화재단지가 조성되면서 현위치로 이전 복원하였다.
1980년 6월 전국 취락 및 전통가옥(민가)조사 기록대장에 의하면 약200년 전에 지었으며, 엄씨, 김씨가 살다가 연안 이씨가 입주후 이성훈씨가 살았다고 한다. 또한 조사 당시에 안채, 사랑채, 곳간, 축사 등 4채의 전통기와집이었다고 조사되어 왔다. 문의문화재단지가 조성되면서 이건하여 재건축되었으며 현재는 ‘ㄱ’자형 안채와 ‘1’자형의 대문간 및 곳간, 축사로 건축되어 있으며 사랑채는 건축되지 않았는데 이건하는 시기에 사랑채가 소실된 것으로 추측된다. 안채의 평면형식은 충청지역 민가의 특징을 갖추게 구성되어 있고 건축의 가구기법은 일반민가보다 세부분까지 정교하게 가공되었다. 또한 이전과정에서 안채의 지붕의 합각부분이 조금 높여진 것으로 추정된다.
안채의 평면형식은 충청지역 민가의 특징을 갖추게 구성되어 있고 건축의 가구기법은 일반민가보다 세부분까지 정교하게 가공되어 문화재로서 충분한 가치가 있다.

## 명칭 변경
원래 이름은 '청원 노현리 고가'였으나, 2014년 7월 1일 청주시 행정구역 변경에 따라 현재의 문화재 명칭으로 변경되었다

## 참고 자료
- 청주 노현리 고가 - 국가유산청 국가유산포털